# Линия 2 (Марсельское метро)
Линия 2 — одна из 2 линий Марсельского метро. Проходит с севера на юг, в Марсельский порт. Открыта 3 марта 1984 года, на ней 13 станции из них 10 подземных, 3 наземных.

## Развитие
- Первый участок пустили 3 марта 1984 года на участке Sainte — marguerite dromel — Castellane. Длина — 2,84 км, 4 станции.
- Второй участок пустили 1 февраля 1986 года на участке Castellane — Joliette. Длина — 3,64 км, 5 станции.
- Третий участок пустили 14 февраля 1987 года на участке Joliette — Bougainville. Длина — 2,23 км, 4 станции.
- Четвёртый участок пустили 16 декабря 2019 года на участке Bougainville — Geze. Длина 0,90 км, 1 станция.

## Станции
- «Цапитаине геце»
- «Бугенвиль» (фр. Bougainville)
- «Насьональ» (фр. National)
- «Дезире Клари» (фр. Désirée Clary)
- «Жольетт» (фр. Joliette)
- «Жюль-Гед» (фр. Jules Guesde)
- «Сен-Шарль» (фр. St Charles - Gare)
- «Нуай» (фр. Noailles)
- «Нотр-Дам-дю-Мон — Кур-Жюльен» (фр. Notre Dame du Mont - Cours Julien)
- «Кастеллан»(фр. Castellane)
- «Перье» (фр. Périer)
- «Площадь Прадо» (фр. Rond point du Prado)
- «Сент-Маргерит Дромель»(фр. Sainte-Marguerite Dromel)